# Pseudeustrotia candidula
Pseudeustrotia candidula (shining marbled en inglés) es una especie de polilla de la familia Noctuidae. Se encuentra desde Europa hasta Japón.
Tiene una envergadura de 22 mm. Las polillas vuelan desde mayo a septiembre, dependiendo de su localización.
Las larvas se alimentan de diversas plantas, incluyendo Rumex acetosella y Polygonum bistorta.

## Sinonimia
- Noctua candidula Denis & Schiffermüller, 1775
- Noctua pusilla Vieweg, 1790
- Eustrotia candidula leechiana Bryk,1949